# Adler (maskotka)
Adler (Adlerek) – oficjalna maskotka Ruchu Chorzów. Jest nią muskularny górnośląski orzeł w niebieskiej koszulce z herbem Ruchu.
Maskotkę wyłoniono w konkursie przeprowadzonym przez klub na początku 2008 roku, gdzie z przesłanych prawie 50 prac, zakwalifikowało się 38. Zwyciężył projekt stylizowanego orła z godła górnośląskiego, uzyskując aż 96% głosów. Autorem maskotki jest Karol Gwóźdź.
Symbolika nie jest przypadkowa, ponieważ kibice od zawsze utożsamiali się w pierwszej kolejności z Górnym Śląskiem, a sam klub jest synonimem śląskości.
Debiut maskotki nastąpił w sezonie 2009/2010, podczas 27 kolejki Ekstraklasy (1 maja 2010), w meczu Ruchu Chorzów z Legią Warszawa wygranym przez Ślązaków 1-0.
Maskotka początkowo nazywana była zdrobniale „Adlerkiem”, lecz od 2016 roku przyjęła pełne imię „Adler”, co w przełożeniu na język polski oznacza „orzeł”.
W kwietniu 2016 roku maskotka przeszła lifting i przybrała bardziej muskularny wizerunek. Odświeżona postać orła „Adlera” wykreowana została na śląskiego superbohatera. Maskotka Ruchu obecna jest nie tylko na stadionie w czasie meczów „Niebieskich”, lecz także na wielu eventach organizowanych przez klub i kibiców.
Pluszowy orzeł zdobył dużą popularność w całej Polsce, biorąc udział w światowej zabawie „Mannequin Challenge”.
W 2016 roku, w sondzie przeprowadzonej przez portal „Niebiescy.pl”, maskotka okazała się być „Osobowością Roku 2016”, wyprzedzając nawet napastnika Ruchu, Mariusza Stępińskiego.